# دوري النيجر الممتاز
دوري النيجر الأول لكرة القدم هي مسابقة كرة القدم بين أندية النيجر.
البطل الحالي هو أس جي إن إن.